# Ərəbqardaşbəyli (Neftçala)
Ərəbqardaşbəyli è un comune dell'Azerbaigian situato nel distretto di Neftçala. 